# Alsophila hirtaria
Alsophila hirtaria là một loài bướm đêm trong họ Geometridae.